# Boby Lapointe
Pour les articles homonymes, voir Boby Lapointe (homonymie) et Lapointe.
Robert Lapointe, dit Boby Lapointe, est un auteur-compositeur-interprète français, né le 16 avril 1922 à Pézenas (Hérault), ville où il meurt le 30 juin 1972.
Il est surtout connu pour ses chansons parsemées de calembours, de contrepèteries, d'allitérations et de paronomases, au point parfois de constituer des trompe-oreilles.

## Biographie

### Études
Après avoir obtenu son baccalauréat, il commence à préparer au lycée de Montpellier le concours d'entrée à deux grandes écoles françaises : l'École centrale et Supaéro pour assouvir sa passion de l'aviation et des mathématiques. Louis Leprince-Ringuet, à qui Boby Lapointe présente un traité de mathématiques, est impressionné par sa rigueur de raisonnement et lui confie qu'il aurait pu se lancer dans la recherche,. Boby Lapointe crée par la suite un mode de représentation graphique et phonétique des nombres binaires ou hexadécimaux, appelé la numération Bibi, ou système Bibi ou encore : système bibi-binaire.

### La guerre
À l'âge de vingt ans, il doit abandonner ses études et est envoyé à Linz, en Autriche, en 1943 au titre du STO. Il s'évade la même année et rejoint, en mai 1944, sa région natale après sept mois d'errance sous différents noms d'emprunt. Une anecdote veut que, parmi eux, il ait utilisé le nom de Robert Foulcan. Sa grande stature et sa force physique lui permettent de devenir scaphandrier au port de La Ciotat, essentiellement pour échapper aux recherches dont il fait l'objet par les Allemands et la milice locale.
Son amour des mots et son envie d'écrire le poussent, à partir de ce moment, à composer des chansons dont le style est très marginal, tout en calembours, jeux de mots et contrepèteries : un style trop intellectuel pour qu'on lui donne facilement sa chance. Il rédige également un recueil de poèmes et un traité sur les calembours. Il cherche des interprètes pour ses chansons, mais son style rebute : lors d'un gala de la chanson à Juan-les-Pins, les Frères Jacques qu'il y rencontre déclinent sa proposition, un peu effrayés par la complexité des textes truffés de jeux d'esprit.

### Débuts et succès

Boby en vrac, statue de Boby Lapointe réalisée par Bruno Mendola (Pézenas).

En 1946, il épouse Colette Maclaud, avec qui il aura deux enfants, Ticha et Jacky. La famille quitte La Ciotat et s'installe à Paris, où Boby Lapointe ouvre un commerce de layette. L'affaire ne marche pas et il est contraint de fermer son commerce. Dans la foulée, le couple divorce et Lapointe change de métier pour devenir installateur d'antennes de télévision, sans arrêter l'écriture.
C'est en 1954 qu'il commence officiellement sa carrière musicale : l'acteur Bourvil et le réalisateur Gilles Grangier choisissent une de ses chansons, Aragon et Castille, pour un passage musical où Bourvil chante, dans le film Poisson d'avril. Étienne Lorin, l'accordéoniste de Bourvil, est en effet devenu l'ami de Lapointe et a suggéré cette chanson à Bourvil. Bien que le film comme la chanson ne connaissent pas de succès, Lapointe est enfin introduit dans le milieu parisien.
Il fait ses grands débuts en tant que chanteur dans un cabaret parisien, Le Cheval d'Or. Il y croise Anne Sylvestre, Raymond Devos, Ricet Barrier et Georges Brassens, avec qui naît une sympathie réciproque. Lapointe est remarqué non seulement pour sa présence physique (sa taille et son aspect athlétique n'y sont pas étrangers, de même que ses airs faussement bourrus), mais aussi pour son élocution aléatoire et son style de textes tout en jeux de mots. Il devient ainsi l'attraction principale du cabaret et attire l'attention du réalisateur François Truffaut. Ce dernier imagine de lui faire jouer le rôle du chanteur de bar dans son nouveau film Tirez sur le pianiste, avec Charles Aznavour dans le rôle du pianiste. Truffaut juge utile, vu le rythme des calembours, de faire sous-titrer la séquence du chant. Boby Lapointe devient pour la presse « le chanteur français sous-titré ». Les chansons choisies sont Framboise et Marcelle. Lapointe rencontre Philippe Weil sur le tournage. Celui-ci l'engage dans un autre cabaret parisien, Les Trois Baudets. En 1960 et 1961, Lapointe y enregistre deux disques avec notamment les chansons Marcelle, Le Poisson fa, Bobo Léon et Aragon et Castille, qui rencontrent enfin le succès.
Les compositions suivantes ne démentent pas ce succès : L'Hélicon, Ta Katie t'a quitté, Saucisson de cheval, Comprend qui peut, Méli-mélodie, Le Tube de toilette, La Maman des poissons… Boby Lapointe devient un invité récurrent de l'émission Les Raisins verts de Jean-Christophe Averty, pour laquelle il va jusqu'à interpréter une chanson qui n'est pas à son répertoire habituel, Si j'avais un marteau, en maniant une faucille d'un air entendu.

### Les années difficiles
Dans les années 1960, Lapointe et Brassens enchaînent les tournées et les récitals. Mais son côté fantasque lui fait commettre des erreurs. Quand il ouvre un café concert, Le Cadran Bleu, la faillite survient rapidement. Brassens le secourt en épongeant une partie des dettes et l'aide à trouver des petits boulots pour vivre. Le directeur des programmes d'Europe 1, Lucien Morisse, intervient pour qu'il signe un contrat. Mais la période yéyé a commencé et le style musical de fanfare, sur lequel toutes les chansons de Lapointe sont fondées, ne fait plus autant recette, ni sur les ondes ni dans les bacs.
En 1968, il invente le système bibi-binaire, système de numération qui préfigure une voie que suivra l'évolution de l'informatique. Ce système sera publié en 1970 dans le livre Les Cerveaux non humains, introduction à l'Informatique (S.G.P.P.), de Jean-Claude Quiniou, Jean-Marc Font, Gérard Verroust, Philippe et Claudine Marenco.
Il continue toutefois à chanter et sa dernière apparition en public a lieu en première partie d'un concert de son ami et admirateur Pierre Perret à la salle Bobino à Paris.
À partir de la fin des années 1960, Boby Lapointe reprend sa carrière au cinéma et tourne avec le réalisateur Claude Sautet Max et les Ferrailleurs et Les Choses de la vie, dans lequel il incarne le chauffeur de la camionnette fatale. Il enchaîne ensuite l'interprétation d'autres personnages secondaires dans plusieurs autres films, d'autres réalisateurs. Dans le même temps, Joe Dassin pousse Lapointe à signer un nouveau contrat chez Fontana/Philips tout en devenant son producteur. Lapointe part en tournée pour promouvoir son dernier album, Comprend qui peut, sous la houlette de Dassin. L'album est illustré par un portrait du chanteur réalisé par le peintre naïf Maurice Ghiglion-Green. Ce portrait deviendra d'ailleurs quelques années plus tard l'icône de Lapointe, en pull marin et le nez dans les pâquerettes.
Son ami comédien Pierre Étaix, qui dès 1965 commence à avoir du succès au cinéma avec son personnage de clown Yoyo – avec aussi des hauts et des bas dans sa carrière de comédien – mesure le potentiel de comédien comique ou dramatique chez Boby Lapointe, et envisage de réaliser plusieurs films ou projets avec lui. Boby Lapointe n'aura pas le temps de concrétiser les projets.
En 1970, Boby Lapointe apparaît dans le rôle titre d'un western italien, Chapagua, de Giancarlo Romitelli.

### Les dernières années

Boby Lapointe à Pézenas, ville où il est né et mort. Sculpture d’Agnès Descamps, 2022.

Inauguration en 2022.

Sa dernière apparition à la télévision remonte au 4 octobre 1971, où il participe à l'émission de Christophe Izard La Lucarne magique, aux côtés de la chanteuse Dani, du chanteur Michel Fugain, de l'acteur Claude Piéplu et d'autres célébrités de l'époque.
Atteint d'un cancer du pancréas, Boby Lapointe meurt le 30 juin 1972 à Pézenas où il est enterré. Il avait 50 ans. Il a enregistré une cinquantaine de chansons.

## Œuvres
La discographie originale de Boby Lapointe est consultable sur le site « Boby Lapointe ». Ces enregistrements ont fait l'objet d'une réédition sous coffret. Quatre CD sont édités chez Polygram.
- Intégrale des textes (Domens, 1994)
- Partitions : intégrale (Musicum, 1975)

Ticha Lapointe et Agnès Descamps

### Parutions dans l'ordre chronologique
15 septembre 1960 : 45 t Fontana 261 178
- Aragon et Castille
- Avanie et Framboise

15 octobre 1960 : 45 t Fontana 460 700
- Aragon et Castille
- Avanie et Framboise
- Marcelle
- Insomnie
- Le Poisson Fa

15 mai 1961 : 45 t Fontana 460 745
- Embrouille minet
- Troubadour ou la crue du Tage
- Petit Homme qui vit d’espoir
- La Fleur bleue contondante
- Bobo Léon

1er novembre 1961 Sacré Boby Lapointe : 33 t 25 cm Fontana 660 257 (ré-édité en CD en 2002)
- Marcelle
- Embrouille minet
- Tchita
- Troubadour ou la crue du Tage
- Bobo Léon
- Aragon et Castille
- Le Beau Voyage
- L'Ange
- Framboise
- La Fille du pêcheur

15 décembre 1962 : 45 t juke box Fontana 261 335
- L’Hélicon
- Eh ! Toto !

15 février 1963 : 45 t Fontana 460 849
- L’Hélicon
- Eh ! Toto !
- La Peinture à l’huile
- Léna

15 septembre 1964 Boby Lapointe/Jack Sélaire : Fontana Medium 261 455 MF (hors commerce réservé aux juke-box) 
- T’as pas tout dit
- Leçon de guitare sommaire
- Le Beau Voyage

15 octobre 1964 Boby Lapointe/Jack Sélaire : Fontana Medium 261 456 MF (hors commerce réservé aux juke-box) 
- Marcelle
- Troubadour ou la crue du Tage
- J’ai fantaisie

15 octobre 1964 : 45 t Fontana 460 917
- J’ai fantaisie
- T’as pas, t’as pas tout dit
- Eh ! V’nez les potes !
- Ta Katie t’a quitté

15 mai 1966 : 45t AZ 1033
- Le Papa du papa du papa de mon papa
- Aubade à Lydie en do
- Lumière tango
- From Two to Two to Two Two

15 août 1966 : 45 t AZ 1051
- Saucisson de cheval 1, Saucisson de cheval 2
- L’Ami Zantrop,
- La Banane Anana

15 juin 1967 : 45 t AZ 1131
- L’été où est-il ?
- La question ne se pose pas
- Andréa c’est toi
- L’Idole et l’Enfant

1969 : Anne Sylvestre avec Boby Lapointe
- Depuis l'temps que j'l'attends mon prince charmant[12]

15 septembre 1969 Avanie et Framboise : compilation 33 t 30 cm Fontana 6339 023
- Aragon et Castille
- Avanie et Framboise
- Bobo Léon
- Eh ! Toto !
- La Peinture à l’huile
- Ta Katie t’a quitté
- L’Hélicon
- Leçon de guitare sommaire
- Léna
- La fille du pêcheur
- T’as pas, t’as pas tout dit

15 juillet 1970 : 45 t Fontana série parade 6010 016 1
- Monsieur l’agent
- Le Tube de toilette

Juillet 1970 Comprend qui peut ou comprend qui veut : 33 t 30 cm Fontana 6399 001
- Comprend qui peut
- Méli-mélodie
- Le Tube de toilette
- Madame Mado m’a dit
- Moi, le philosophe et l’esthète
- La Maman des poissons
- Revanche
- Sentimental Bourreau
- Ça va, ça vient
- Je suis né au Chili

1975 Livre-disque Boby Lapointe : 33 t 25 cm Philips 6461 040
- La Maman des poissons
- Aragon et Castille
- La Peinture à l’huile
- L’Hélicon
- From Two to Two to Two Two
- Eh ! Toto !
- Mon père et ses verres
- Le Beau Voyage
- Bobo Léon
- Le Tube de toilette

16 avril 1976 Intégrale Boby Lapointe en coffret quatre 33 tours : Philips 6654 002
- (Les 48 titres déjà édités)
- Je joue du violon tzigane
- In the Désert

### Sur CD
- Comprend qui peut
- Boby Lapointe. Mes 50 plus belles chansons
- 1994 : Boby Lapointe en public
- 1998 : L'Intégrale des Enregistrements
- 2001 : Au pays de…
- 2002 : Boby Lapointe
- 2006 : Gold
- 2007 : Avanie et Framboise
- 2007 : Le Best of
- 2022 : Boby Lapointe a 100 ans

### Acteur
- 1960 : Tirez sur le pianiste de François Truffaut : le chanteur
- 1960 : Rue de la Gaîté (TV) : lui-même
- 1964 : Le Commandant Watrin de Jacques Rutman d'après le roman homonyme d'Armand Lanoux (téléfilm)
- 1969 : Qu'est-ce qui fait courir les crocodiles ? de Jacques Poitrenaud : Honoré
- 1970 : L'Ardoise de Claude Bernard-Aubert : le fermier
- 1970 : Les Choses de la vie de Claude Sautet : le conducteur de la bétaillère
- 1970 : Chapagua, de Giancarlo Romitelli : Chapagua
- 1971 : Max et les Ferrailleurs de Claude Sautet : P'tit Lu
- 1971 : Les Assassins de l'ordre de Marcel Carné : Louis Casso, un cafetier, témoin
- 1971 : Rendez-vous à Bray d'André Delvaux : l'aubergiste
- 1971 : La Veuve Couderc de Pierre Granier-Deferre d'après le roman de Georges Simenon : Désiré

### Télévision
En 2008 sort le DVD, compilation de ses chansons et interviews. Il contient entre autres un reportage à son sujet.
Le contenu du DVD :
| N° | Titre                                 | Émission                                                 | Date              | Durée | Image               |
| -- | ------------------------------------- | -------------------------------------------------------- | ----------------- | ----- | ------------------- |
| 1  | Aragon et Castille                    | Tout neuf                                                | 20 février 1960   | 2:34  | Noir et Blanc (N/B) |
| 2  | Insomnie                              | Samedi square                                            | 5 août 1961       | 2:15  | N/B                 |
| 3  | Framboise                             | Festival de Nice, nouvelle vague de la chanson française | 13 août 1961      | 2:53  | N/B                 |
| 4  | Ta Katie t'a quitté                   | Ni figue ni raisin                                       | 12 octobre 1964   | 2:14  | N/B                 |
| 5  | J'ai fantaisie                        | Discorama                                                | 10 janvier 1965   | 4:28  | N/B                 |
| 6  | Marcelle                              | Passant par Paris                                        | 29 juin 1965      | 1:16  | N/B                 |
| 7  | Bobo Léon                             | Passant par Paris                                        | 29 juin 1965      | 1:36  | N/B                 |
| 8  | Aubade à Lydie en do                  | Calembredaines                                           | 14 décembre 1965  | 3:31  | N/B                 |
| 9  | Le Papa du papa du papa de mon papa   | Calembredaines                                           | 14 décembre 1965  | 2:14  | N/B                 |
| 10 | Lumière tango                         | Rhésus B, la vie exemplaire d'Arsène Jonquille           | 10 avril 1966     | 3:30  | N/B                 |
| 11 | L'Ami Zantrop                         | Vient de paraître                                        | 17 septembre 1966 | 3:01  | N/B                 |
| 12 | From Two to Two to Two Two            | Au risque de vous plaire                                 | 1er octobre 1966  | 2:34  | N/B                 |
| 13 | Aragon et Castille                    | Diversion Mouloudji                                      | 21 octobre 1967   | 2:34  | Couleur             |
| 14 | L'été où est-il ?                     | Le Petit Dimanche illustré                               | 25 février 1968   | 3:31  | N/B                 |
| 15 | La Peinture à l'huile                 | Musicolor                                                | 12 juin 1969      | 2:53  | N/B                 |
| 16 | Le Saucisson de cheval n°1            | Musicolor                                                | 18 octobre 1969   | 2:53  | Couleur             |
| 17 | Depuis le temps (avec Anne Sylvestre) | Top à la une                                             | 25 décembre 1970  | 4:48  | N/B                 |
| 18 | Méli-mélodie                          | Nord variétés/Tel est votre bon plaisir                  | 20 février 1971   | 3:39  | N/B                 |
| 19 | Je suis né au Chili                   |                                                          | 13 mars 1971      | 3:01  | N/B                 |
| 20 | Le Tube de toilette                   | La Lucarne magique                                       | 4 octobre 1971    | 2:53  | Couleur             |

### Liste des chansons
- Aragon et Castille
- Avanie et Framboise
- Marcelle
- Insomnie
- Le Poisson fa
- Embrouille minet
- Petit homme qui vit d'espoir
- Bobo Léon
- Tchita
- Le Beau Voyage
- L'Ange
- Le Troubadour (ou la Crue du Tage)
- La Fleur bleue contondante
- La Fille du pêcheur
- Eh ! Toto
- L'Hélicon
- Léna
- La Peinture à l'huile
- Eh ! V'nez les potes
- J'ai Fantaisie
- Leçon de guitare sommaire
- Ta Katie t'a quitté
- Je joue du violon tzigane
- T'as pas, t'as pas tout dit
- Le Papa du papa
- Aubade à Lydie en do
- Lumière Tango (Loumiere's Tango)
- From Two to Two
- Saucisson de cheval no 1
- Saucisson de cheval no 2
- L'Ami Zantrop
- La Banane anana
- L'été où est-il ?
- La Question ne se pose pas
- Andrea c'est toi
- L'Idole et l'Enfant
- Comprend qui peut
- Monsieur l'agent
- Méli-mélodie
- Diba-diba
- Le Tube de toilette
- Madam' Mado m'a dit
- Moi, le philosophe et l'esthète
- La Maman des poissons
- Revanche
- Sentimental bourreau
- Ça va ça vient
- In the Desert
- Mon père et ses verres
- Je suis né au Chili
- Le Tigre [parution posthume]

### Œuvres posthumes
- Le Boby Lapointe (ill. Albert Leman), éditions Mango, 17 novembre 1998, 38 p. (ISBN 978-2-7404-0831-5)
- La Maman des poissons (ill. Fabrice Turrier), éditions Didier Jeunesse, 1er octobre 2000, 18 p. (ISBN 978-2-278-04942-4)
- Chansonbricole : L'intégrale et quelques bricoles de plus (préf. Sam Olivier), éditions Christian Pirot, 1er mars 2005, 263 p. (ISBN 978-2-86808-217-6)
- Présentation de Chloé Radiguet, C'est bon pour c'que t'as, Paris, éditions Le Cherche midi, 11 avril 2013, 280 p. (ISBN 978-2-7491-2439-1)
- Présentation de Rémi Cierco, Boby Lapointe pour les enfants, Formulette Production, 1er octobre 2013, 27 p. (ISBN 978-2-36256-116-0)

## Mathématiques: le système bibi-binaire
Féru de mathématiques, Boby Lapointe crée un système de numérotation en base 16, permettant de convertir des nombres en lettres. Le brevet est déposé le 28 mars 1968 au ministère de l'Industrie, puis délivré par arrêté l'année suivante, dans le Bulletin officiel de la propriété industrielle. En 2012, le médiateur scientifique Nicolas Graner déclare à Sciences et Avenir :

Représentation graphique (et phonétique) des nombres hexadécimaux, et donc aussi des nombres binaires.

« Le principe de base du Bibi, la numération hexadécimale, dont Boby n'est évidemment pas l'inventeur, est employée partout et tout le temps depuis la généralisation de l'informatique, mais les seize chiffres s'appellent bêtement 0, 1, 2, 3, 4, 5, 6, 7, 8, 9, A, B, C, D, E, F. Mais il y a une façon et une seule d'exprimer chaque nombre entier positif en Bibi, donc mathématiquement, c'est cohérent. »

## Hommages
Gilbert Laffaille, dans sa chanson Hello, Boby !, lui a rendu un discret et tendre hommage :
Faut se lever tôt pour l'égaler,
Lui, si pillé mais méconnu,
Bel ami des sons carambolés
Où l'homonymie s'insinue.

### Citations
Cette section ne s'appuie pas, ou pas assez, sur des sources secondaires ou tertiaires indépendantes du sujet. Le texte peut contenir des analyses inexactes ou inédites de sources primaires.
Pour l'améliorer, ajoutez-en, ou placez des modèles {{Source secondaire souhaitée}} ou {{Source secondaire nécessaire}} sur les passages mal sourcés. (mars 2024)

« Ce satané Boby Lapointe, depuis qu'il a tourné le coin, à Pézenas comme à Paris ses copains et admirateurs ont du mal à s'y habituer. En ce qui me concerne, les soirs où son amitié et sa bonhomie me manquent un peu, je fais comme si rien n'était, j'écoute ses chansons pour qu'il continue à vivre, le bougre, et il continue. Mon vieux Boby, putain de moine et de Piscénois, fais croire à qui tu veux que tu es mort ; avec nous les copains ça ne prend pas. »

— Georges Brassens

« Un jour, lors d'un enregistrement public, qu'est-ce que je vois sur le trottoir : un homme qui flanquait des coups de pied rageurs à sa voiture : « Bon ! puisque c'est comme ça, puisque tu te conduis mal, je ne te paierai plus d'essence ! » Je me suis approché, je me suis enquis de la personnalité du quidam. C'était Boby Lapointe. »

— Jacques Martin

« Autour des années 60-65, nous faisions tous deux partie d'une tournée de Georges Brassens. Nous voyagions par deux ou trois dans des voitures particulières ; je partageais celle de Pierre Nicolas, le bassiste de Georges, et nous avions souvent des difficultés d'itinéraire. Nous nous arrêtions pour consulter la carte. J'affirme qu'après avoir pourtant constaté que nous étions sur la bonne route, dans la bonne direction, il nous est arrivé à plusieurs reprises de voir surgir en sens inverse la voiture de Boby qui nous saluait par le toit ouvrant, en continuant sa route. Inutile de dire que nous étions inquiets le soir à l'étape de savoir s'il serait à l'heure pour le spectacle. Il était là, gaillard, serein, arrivé avant nous, mais toujours secret sur ses mystérieux itinéraires[réf. nécessaire]. »

— Pierre Maguelon

## Reprises de ses chansons

### Albums
En 1992, le jazzman suisse René Bottlang, accompagné de Jean Querlier (saxophone et clarinette) et Phil Minton (voix), créent un festival de jazz, Bleus d'automne, à Pézenas, le 27 octobre 1992 pour le 70e anniversaire du chanteur. Deux ans plus tard, ils interprètent huit chansons de son répertoire dans l'album Round About Boby, décrit comme « un jazz très personnel » qui « sait mélanger loufoquerie et rigueur ». Cet album est réédité par Frémeaux & Associés en 2001.
Le groupe vocal a cappella Les Grandes Gueules sort en 2000 un album intitulé Boby Groove, où apparaissent 13 chansons de Boby Lapointe, revisitées avec parfois de grandes libertés musicales par rapport aux versions originales. Ce disque a donné naissance à un spectacle joué sur scène pendant les années 2000 et 2010.
En 2002, un album de reprises intitulé Boby Tutti-Frutti - L'hommage délicieux à Boby Lapointe sort au label Mercury, avec des chansons interprétées par différents artistes ou groupes de musique.
En 2012 , le pianiste de jazz Jean-Marie Machado invite André Minvielle pour un album hommage à Boby Lapointe qui s'intitule La Fête à Boby. L'album sort le 11 octobre sur le label Bee Jazz. L'album comprend des grands succès de Boby Lapointe repris et ré-arrangés, mais aussi des compositions originales de Jean-Marie Machado et André Minvielle inspirées par l'univers de Boby Lapointe.

### Chansons
Le groupe Les Croquants dont la spécialité est de reprendre des standards de la chanson française, interprète trois chansons de Boby Lapointe :
- 2001 : Sentimental bourreau (album Ça sent la bière)
- 2004 : Ta Katie t'a quitté (album Reprisé)
- 2014 : Ça va ça vient (album Au Grand Café)

Merlot a repris :
- 2008 : Ça va ça vient (album Chansons d’amour... et de haine)

## Dans la culture

### Cinéma et télévision
Certaines chansons de Boby Lapointe sont présentes dans les œuvres suivantes :
- Aragon et Castille
  - 1954 : Poisson d'avril de Gilles Grangier
  - 1960 : Rue de la Gaîté (TV)
- Avanie et Framboise
  - 1960 : Tirez sur le pianiste de François Truffaut
- T'as pas tout dit
  - 1994 : Priez pour nous de Jean-Pierre Vergne
- La Maman des poissons
  - 2008 : Bouquet final de Michel Delgado
- J'ai fantaisie / Ça va ça vient / Mon père et ses verres 
  - 2016 : Et ta sœur de Marion Vernoux
- Ta Katie t'a quitté
  - 2018 : Plan cœur de Noémie Saglio et Julien Teisseire

### Musique
En 2002, Renaud le cite dans sa chanson Mon bistrot préféré de l'album Boucan d'enfer : 

« Dewaere est là aussi, dans un coin, et il trinque 

Avec Bernard Dimey, avec Boby Lapointe »

### L'A-Musée
L'A-Musée Boby Lapointe est un musée géré par l'association des amis de Boby Lapointe dans la ville de Boby à Pézenas. On y retrouve une exposition permanente d'objets de l'artiste, sa discographie ainsi que des panneaux biographiques.

### Astronomie
En 1997, un astéroïde de la ceinture principale est découvert ; il est nommé (27968) Bobylapointe en son honneur.

### Festival
En 2000, son fils Jacky Lapointe crée le festival de musique intitulé Printival Boby-Lapointe. Il reçoit chaque année des interprètes qui font preuve d'originalité dans le développement d'un univers personnel.

### Littérature
Les paroles, légèrement modifiées, du refrain de la chanson Aragon et Castille sont citées dans la bande dessinée QRN sur Bretzelburg de Franquin et Greg (page 5).

### Théâtre
En 2010, Boby Lapointe est cité dans la pièce Le Prénom, de Matthieu Delaporte et Alexandre de La Patellière, lorsque l'un des personnages dit : « Arrête de jouer au con. Tu sais bien que c'est pas des prénoms normaux quand même. Apollin et Myrtille. On dirait une chanson de Boby Lapointe ! ».
En 2016, des chansons et textes de Boby Lapointe sont reprises et mises en scène dans un spectacle de théâtre hommage intitulé Tic tac d'amour mise en scène par Jasmine Dziadon.
En 2019, Les compagnons pointent, une compagnie de théâtre belge, crée le spectacle L'histoire approximative mais néanmoins touchante et non-écourtée de Boby Lapointe. En 2016, une première version de 35 minutes avait été présentée dans quelques lieux bruxellois.

#### Bases de données et dictionnaires
- Site officiel
- Ressources relatives à la musique :   - Discogs
  - MusicBrainz
  - Muziekweb
- Ressources relatives au spectacle :   - Archives suisses des arts de la scène
  - Les Archives du spectacle
- Ressources relatives à l'audiovisuel :   - American Film Institute
  - IMDb
- Ressource relative à plusieurs domaines :   - Radio France
- Notices d'autorité :   - VIAF
  - ISNI
  - BnF (données)
  - IdRef
  - LCCN
  - GND
  - Italie
  - Pays-Bas
  - Australie